# Jeanette J. Epps
Jeanette Jo Epps (Syracuse, Nueva York, 3 de noviembre de 1970) es una ingeniera aeroespacial y astronauta estadounidense de la NASA.

## Biografía
Jeanette Epps nació en Syracuse, Nueva York, siendo una de los siete hijos de Henry y Luberta Epps, un matrimonio sureño que se mudó a Siracusa como parte de la gran migración. Se graduó en la Corcoran High School en Syracuse, obtuvo un Bachelor of Science por Le Moyne College y luego un máster y un doctorado en ingeniería aeroespacial por la Universidad de Maryland.
Después de graduarse, se dedicó a la investigación en la Ford Motor Company, y se inició como Oficial de Inteligencia Técnica con la Agencia Central de Inteligencia. Trabajó en la CIA durante siete años, incluidos varios despliegues en Irak.
En junio de 2009, Epps fue seleccionada como candidata a astronauta y se clasificó en 2011. Posteriormente, sirvió como acuanauta a bordo del laboratorio submarino Aquarius en la misión de exploración submarina NEEMO 18 durante nueve días a partir del 21 de julio de 2014.
El 4 de enero de 2017, la NASA anunció que Epps sería asignada como ingeniera de vuelo en la Estación Espacial Internacional a mediados de 2018, para las Expediciones 56 y 57, en la nave Soyuz MS-09 convirtiéndose en el primer miembro de la tripulación de la estación espacial afroamericana y el decimoquinto afroamericano en volar al espacio, pero el 16 de enero de 2018, la NASA anunció que Epps había sido reemplazada por su reserva, Serena M. Auñón, aunque sería considerada para misiones futuras. Otros astronautas afroamericanos habían visitado la estación espacial, pero Epps habría sido la primera en vivir allí. El motivo de su reemplazo nunca fue aclarado, y el portavoz de la NASA, Brandi Dean declaró: "Estas decisiones son asuntos personales para los cuales la NASA no proporciona información".
El 20 de enero, su hermano publicó una declaración en Facebook, ya eliminada, en la que afirmaba: "mi hermana, la doctora Jeannette Epps, ha estado luchando contra el opresivo racismo y la misoginia en la NASA y ahora la están frenando y permitiendo que una astronauta caucásica ocupe su lugar". Jeanette Epps declaró que no podía comentar sobre la publicación de su hermano o la razón por la que la sacaron de la misión, pero afirmó que no tiene problemas de salud o familiares que le impidan volar, y que su entrenamiento fue exitoso. Por su parte, The Washington Post declaró que "los cambios de la tripulación de último momento no son inusuales en la NASA".
En agosto de 2020 la NASA anunció que Epps es la astronauta asignada a la misión Boeing Starliner-1, que será el primer vuelo operacional tripulado de la nave espacial CST-100 Starliner del constructor aeroespacial norteamericano a la Estación Espacial Internacional (ISS) en un lanzamiento programado para el 2021. La expedición está prevista con una duración de seis meses en la ISS, será la primera astronauta afroamericana en una misión en la estación además del periodo más largo que cualquier astronauta afroamericano haya permanecido en la estación como miembro de la tripulación.
En relación con su tarea excepcional manifestó: «Muchas jóvenes necesitan ver a alguien que se parezca a ellas haciendo cosas que nunca pensaron que podrían hacer”, explica Epps. “Aquí estoy yo. Estoy haciendo muchas de estas cosas que nunca pensaste que podrías hacer”.»